# HD 156279
HD 156279 är en ensam stjärna i den mellersta delen av stjärnbilden Draken. Den har en  skenbar magnitud av ca 8,17 och kräver en stark handkikare eller ett mindre teleskop för att kunna observeras. Baserat på parallax enligt Gaia Data Release 2 på ca 27,6 mas, beräknas den befinna sig på ett avstånd på ca 118 ljusår (ca 36 parsek) från solen. Den rör sig närmare solen med en heliocentrisk radialhastighet på ca -21 km/s.

## Egenskaper
HD 156279 är en orange till gul stjärna i huvudserien av spektralklass K0 V.  Den har en massa som är ca 0,93 solmassor, en radie som är ca 0,95 solradier och har ca 0,81 gånger solens utstrålning av energi från dess fotosfär vid en effektiv temperatur av ca 5 500 K.

## Planetsystem
I omlopp kring HD 156279 finns två exoplaneter av typ superjupiter. Den inre, HD 156279 b, upptäcktes 2011 och den yttre, HD 156279 c, upptäcktes 2016.
| Planet | Massa           | Halv storaxel (AE) | Siderisk omloppstid (d) | Excentricitet | Inklination | Radie |
| ------ | --------------- | ------------------ | ----------------------- | ------------- | ----------- | ----- |
| b      | ≥9,71 ± 0,66 MJ | 0,495 ± 0,017      | 131,05 ± 0,54           | 0,708 ± 0,018 | -           | -     |
| c      | ≥8,6 ± 0,55 MJ  | -                  | 4 191 ± 270             | 0,23 ± 0,02   | -           | -     |